# Heterocope
Heterocope é um gênero de crustáceos copépodes na família Temoridae, descrito pelo biólogo marinho norueguês Georg Ossian Sars em 1863. O World Register of Marine Species lista as seguintes espécies atualmente reconhecidas:

## Espécies
- Heterocope borealis (Fischer, 1851)
- Heterocope caspia Sars G.O., 1897
- Heterocope septentrionalis Juday & Muttkowski, 1915
- Heterocope appendiculata Sars G.O., 1863
- Heterocope saliens Lilljeborg, 1863
- Heterocope soldatovi Rylov, 1922

Adicionalmente, as seguintes espécies já foram reconhecidas, mas agora são vistas como sinônimos de outras espécies no gênero:
- Heterocope alpina Sars G.O., 1863 (aceita como larvas de H. saliens)
- Heterocope robusta Sars G.O., 1863 (aceita como H. saliens)
- Heterocope romana Imhof, 1888 (aceita como H. saliens)
- Heterocope weismanni Imhof, 1890 (aceita como H. borealis)